# Alex Turner
Alexander David Turner (Sheffield, Inglaterra; 6 de enero de 1986) es un cantante, músico, compositor y productor discográfico británico, conocido por ser el vocalista y principal compositor de la banda de rock Arctic Monkeys. También ha publicado con su proyecto paralelo The Last Shadow Puppets y en solitario.
Cuando tenía dieciséis años, formó Arctic Monkeys junto a otros tres amigos en su natal Sheffield. Su álbum debut, Whatever People Say I Am, That's What I'm Not (2006), se convirtió en el álbum debut de venta más rápida en toda la historia del Reino Unido, siendo posicionado en el número 30 de la lista de «los mejores álbumes debut de todos los tiempos» de la revista Rolling Stone.

## Biografía

### Primeros años
Alexander David Turner nació el 6 de enero de 1986, en el suburbio de High Green en Sheffield, Yorkshire del Sur, siendo hijo único de los profesores Penny y David Turner. Su madre era profesora de alemán, mientras que su padre enseñaba física y música en la Rawmarsh Community School de Rotherham. Durante sus viajes en coche, su madre lo introduciría en la música de Led Zeppelin, David Bowie, Jackson Browne, The Eagles, The Carpenters, Al Green, The Beatles, y The Beach Boys. Su padre en cambio era aficionado al jazz y a la música swing, particularmente de Frank Sinatra, tocaba el saxofón, la trompeta, y el piano, y también había formado parte de big bands. Turner tomaría clases de piano hasta los ocho años.
Turner conoció a su vecino y compañero de clases Matt Helders a la edad de cinco años, y crecerían juntos. Más tarde conocerían a Andy Nicholson en la escuela secundaria, y los tres pasarían la mayoría de su adolescencia escuchando a artistas de rap como Dr. Dre, Wu-Tang Clan, Outkast, y Roots Manuva. y dedicaban sus fines de semana a hacer «bases basura de hip-hop» en el sistema Cubase del padre de Turner. Turner y sus amigos se empezarían a interesar en el rock tras el éxito de The Strokes en 2001. En la Navidad de ese año, cuando Turner tenía quince años, sus padres le comprarían una guitarra.
Asistió a su primer concierto en 2002, cuando viajó a Mánchester para ver a The Vines. En 2003, a los 16 años, viajó a Londres con Helders y Nicholson para ver a The Strokes en el Alexandra Palace, donde además conocieron a Pete Doherty que se encontraba entre la audiencia.

### 2002-2004: formación de Arctic Monkeys
Los padres de Turner le regalaron una guitarra para la Navidad del año 2001. En el verano del 2002, Turner, Cook, Helders y Nicholson decidieron formar una banda al ver a sus amigos, incluido Milburn tocar en pubs locales. El nombre Arctic Monkeys fue pensado por Cook. En un principio, Turner no quería ser el vocalista, varios de sus compañeros de escuela, incluido Glyn Jones fueron audicionados antes que él. Los cuatro eran principiantes en sus instrumentos; comenzaron practicando en los garajes de Turner y Helders y más tarde en un almacén abandonado en Wath. Al principio, las canciones originales de la banda estaban compuestas por palabras sin sentido pero, más adelante, Turner comenzó a compartir sus letras con sus compañeros. Practicaron durante un año antes de su primera presentación en vivo: " Algunas personas tienen una idea de la música que quieren hacer, entonces van y la hacen; pero nosotros empezamos la banda para tener algo que hacer y luego decidimos todo eso". Su primer concierto fue el viernes 13 de junio de 2003, como banda telonera de The Sounds, en un club local llamado The Grapes. Tocaron ocho canciones de las cuales tres fueron covers y cinco compuestas por la banda.
Además en el verano del 2003, Turner tocó en siete conciertos en York y Liverpool, como guitarrista de la banda funk Judan Suki, tras conocer al líder Jon McClure en un bus. En agosto de 2003, Turner grabó un demo junto con Judan Suki en el 2fly Studios de Sheffield, y ahí le preguntó a Alan Smyth si podría producir su otra banda. Este los presentó con Geoff Barradale, con quien había tocado en una banda llamada Seafruit. Barradale se convirtió en su mananger después de su tercer concierto en The Boardwalk, y les pagó para que grabaran cuatro demos de tres canciones entre agosto de 2003 y noviembre de 2004. Barradale los llevó por giras al norte de Inglaterra para establecer su reputación, repartiendo copias del demo al finalizar cada presentación. Los fanáticos comenzaron a compartir en internet el demo Beneath the Boardwalk, y para el final del 2004, la audiencia conocía las letras de las canciones.
Al terminar la secundaria, a mediados de 2004, Turner trabajó como barman en el pub The Boardwalk donde conoció a músicos como Richard Hawley. El 2 de diciembre de 2004, Turner estaba trabajando cuando John Cooper Clarke apareció en el escenario para abrir el show de The Fall. La presentación causó una gran impresión en el joven de 18 años por lo que junto con sus compañeros pidió conocer a Clarke después de la actuación. Este les recomendó mantener el inusual nombre de la banda. Turner fue inspirado por Clarke a mantener su acento regional y su número de palabras en sus poemas. La canción de Arctic Monkeys "From the Ritz to the Rubble", es un homenaje al estilo de Clarke.

### 2005-2007: ascenso a la fama
En mayo de 2005, lanzaron su primer EP, Five Minutes with Arctic Monkeys. Arctic Monkeys firmó con la discográfica independiente Domino Records tras una guerra de ofertas en 2005.
Su primer álbum Whatever People Say I Am, That's What I'm Not, lanzado en enero de 2006, se convirtió en el álbum debut más rápidamente vendido en la historia de la música británica.
Su segundo álbum, Favourite Worst Nightmare fue lanzado en abril de 2007. Filmaron un concierto en el Manchester Apollo, donde Richard Hawley hizo una aparición como invitado.

### 2008-2011:Submarine, The Last Shadow Puppets y primera experimentación musical
Turner grabó un disco con Miles Kane, James Ford y Owen Pallett. La banda fue llamada The Last Shadow Puppets y el álbum, titulado The Age of the Understatement, fue lanzado 21 de abril de 2008, alcanzando el número uno en su primera semana.
El tercer álbum de Arctic Monkeys, Humbug fue lanzado en agosto de 2009. Fue producido por Josh Homme de Queens of the Stone Age, este álbum daría un vuelco a partir de la experimentación sonidistica de la banda, con un sonido más oscuro que los anteriores discos de la banda. Después de la gira de Humbug, Turner escribió su primer material de estudio en solitario y grabó seis canciones para la banda sonora de Submarine, primer film dirigido por Richard Ayoade, quién trabajó con Arctic Monkeys en varios videos musicales.
En 2011, Turner también colaboró coescribiendo canciones para el álbum debut de Miles Kane, Colour of the Trap.
El cuarto álbum de Arctic Monkeys, Suck It and See fue lanzado en junio de 2011.

### 2012-2017: éxito internacional
AM fue lanzado en septiembre de 2013. Turner comenzó a escribir las canciones del álbum mientras se encontraban de gira por los Estados Unidos, juntos con la banda The Black Keys. El álbum fue escrito y grabado en Los Ángeles.
Turner colaboró en el sexto disco de Queens of the Stone Age, ...Like Clockwork, que fue lanzado el 4 de junio de 2013.

### 2018-presente:Tranquility Base Hotel & CasinoyThe Car

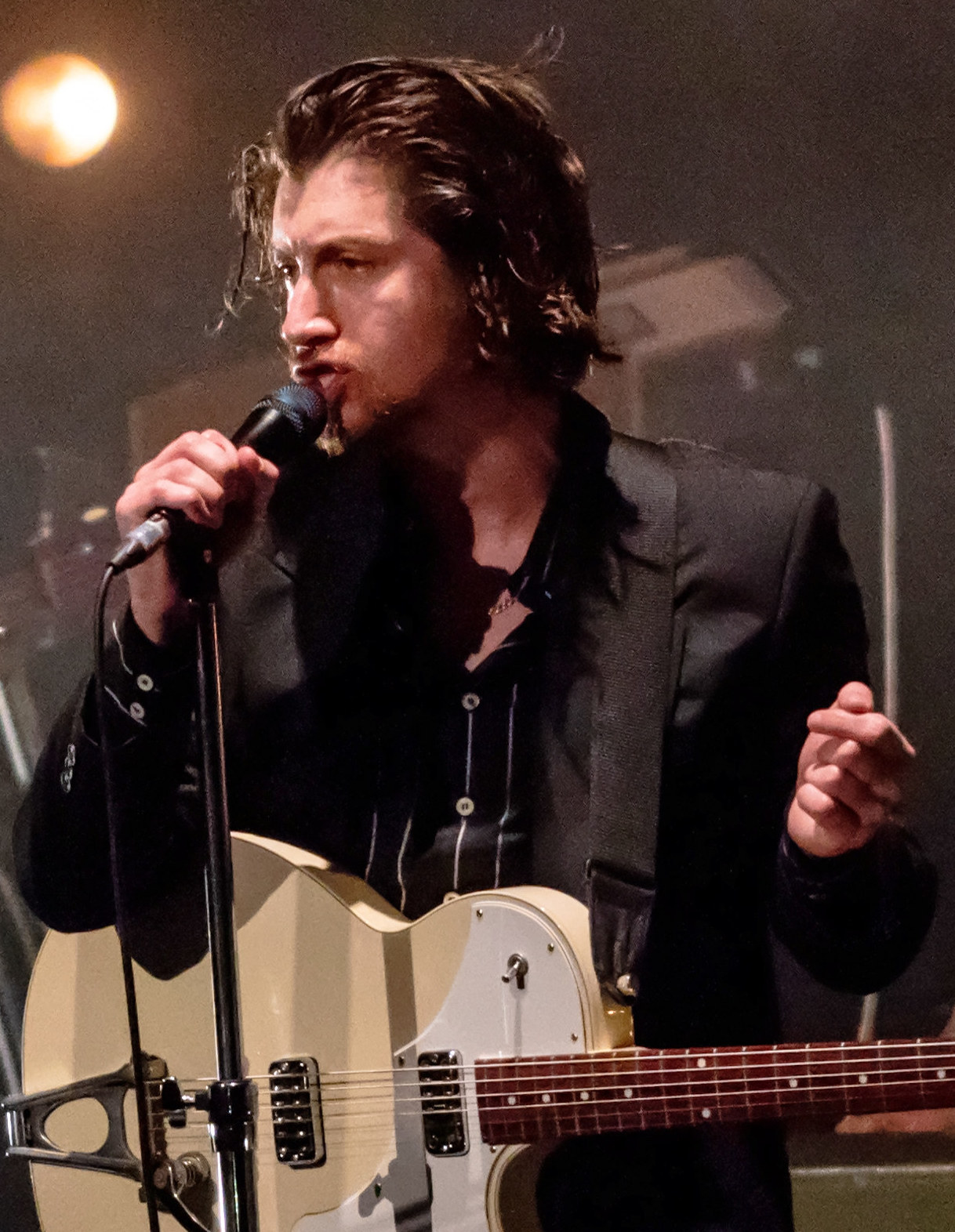
Turner tocando en el Royal Albert Hall en 2018.

Después de 5 largos años de ausencia Arctic Monkeys lanzaba su sexto álbum de estudio. fue lanzado el 11 de mayo de 2018, aunque fue filtrado el día 7 de ese mismo mes. El 5 de abril de 2018, revelaron la fecha de lanzamiento y la portada del álbum. El disco cuenta con las colaboraciones de miembros de bandas como Mini Mansions y Klaxons. Fue producido por James Ford y Alex Turner entre las ciudades de Los Ángeles, París y Londres. Turner pensó en hacer un disco solista de Alex Turner pero al darse cuenta de que sería un insulto a Jamie Cook, Nick O'Malley y Matt Helders decidió no hacerlo e incluirlos.
El séptimo álbum de Arctic Monkeys, titulado The Car, lanzado el 21 de octubre de 2022, seguiría la línea experimental del anterior álbum incluyendo instrumentos de cuerda y con más presencia del piano en el disco. Alex grabaría su primer videoclip propio, en There’d Better Be A Mirrorball, captado en las sesiones de desarrollo de este álbum.

## Colaboraciones
Alex canta en la canción "The Machine" de Reverend and the Makers, banda de su amigo Jon McClure, como así toca la guitarra en "He Said He Loved Me".
Turner trabajó con el rapero Dizzie Rascal en la canción "Temptation" del álbum de Rascal Maths and English (Matemáticas e inglés).
Bajo el pseudónimo de "The Death Ramps", ya utilizado anteriormente, tocaron los dos sencillos; "You & I",
junto con Richard Hawley y “Little Illusion Machine (Wirral Riddler)” junto a Miles Kane.
En el 2014 colaboró con Mini Mansions (Proyecto paralelo de Michael Shuman, Bajista de QOTSA) en la canción Vértigo y realizó algunas presentaciones sorpresa con la banda en esa canción.

## Discografía
En solitario
- Submarine (2011)

Con Arctic Monkeys
- Whatever People Say I Am, That's What I'm Not (2006)
- Favourite Worst Nightmare (2007)
- Humbug (2009)
- Suck It and See (2011)
- AM (2013)
- Tranquility Base Hotel & Casino (2018)
- The Car (2022)

Con The Last Shadow Puppets
- The Age of the Understatement (2008)
- Everything You've Come to Expect (2016)